# Notokaktus Ottona
Notokaktus Ottona, echinokaktus Ottona, jazgrza Ottona, jeżowiec Ottona (Parodia ottonis) – gatunek rośliny z rodziny kaktusowatych. Występuje w Meksyku. W klimacie umiarkowanym uprawiany jest jako ozdobna roślina doniczkowa lub szklarniowa.

## Morfologia
Jest to pędowy sukulent o pędach w kształcie prawie kulistych. Wyrasta do 15 cm wysokości. Na górze, w szczycie jest nieco spłaszczony. Ciernie dość duże na brzegach w kolorze żótym, w środkowej części w kolorze brązowym. Kwiaty w kolorze żółtym.